# Hadim Mesih Paša
Hadim Mesih Paša (? – 1589) byl osmanský státník, který sloužil jako velkovezír za vlády sultána Murada III. v období od 1. prosince 1585 do 15. dubna 1586.
Mesih se narodil v Bosně do křesťanské rodiny. Jako eunuch sloužil jako strážce komnat a pokladnice v paláci Topkapi. V roce 1574 odešel do Káhiry jako guvernér Egypta, po návratu do Istanbulu v roce 1581 se stal vezírem. Tehdejší velkovezír Özdemiroğlu Osman Paša odjel do boje se Safíovci. V bojích zemřel a novým velkovezírem se tak stal Mesih.
Zemřel v roce 1589 a byl pohřben v hrobce v Istanbulu, naproti mešity, kterou nechal postavit.